# Еберхард IV фон Нордгау
Еберхард IV фон Нордгау (на немски: Eberhard IV von Nordgau; † 18 декември 972/973) от род Етихониди, е граф в Нордгау в Елзас. Той е прадядо на папа Лъв IX.

## Произход
Той е син на граф Хуго I († 940) и съпругата му Хилдегард фон Пфирт. Брат е на Хуго IV граф в Нордгау († 1048) и на Гунтрам Богати († 946/973).

## Фамилия
Еберхард IV се жени за Луитгарда фон Бидгау-Лотарингия (* 915; † 960), вдовица на Адалберт фон Мец, вероятно дъщеря на пфалцграф Вигерих фон Лотарингия и Кунегунда Френска. Те имат децата::
- Хуго II фон Нордгау († 940), граф на Нордгау-Егисхайм, женен за Луитгарда (или Хилдегарда) от Мец, дъщеря на Герхард от Лотарингия
- Адалберт от Елзас
- Хуго, монах в Алторф
- Герхард от Елзас
- Аделхайд († 1039/1046), омъжена за Хайнрих фон Шпайер († 990), родители на импретаор Конрад II
- Хедвиг († сл. 993), омъжена за Зигфрид I Люксембургски, родители на императрица Св. Кунигунда